# Them Was the Happy Days!
Them Was the Happy Days! é um curta-metragem de comédia mudo norte-americano com o ator cômico Oliver Hardy, dirigido por Hal Roach em 1916.

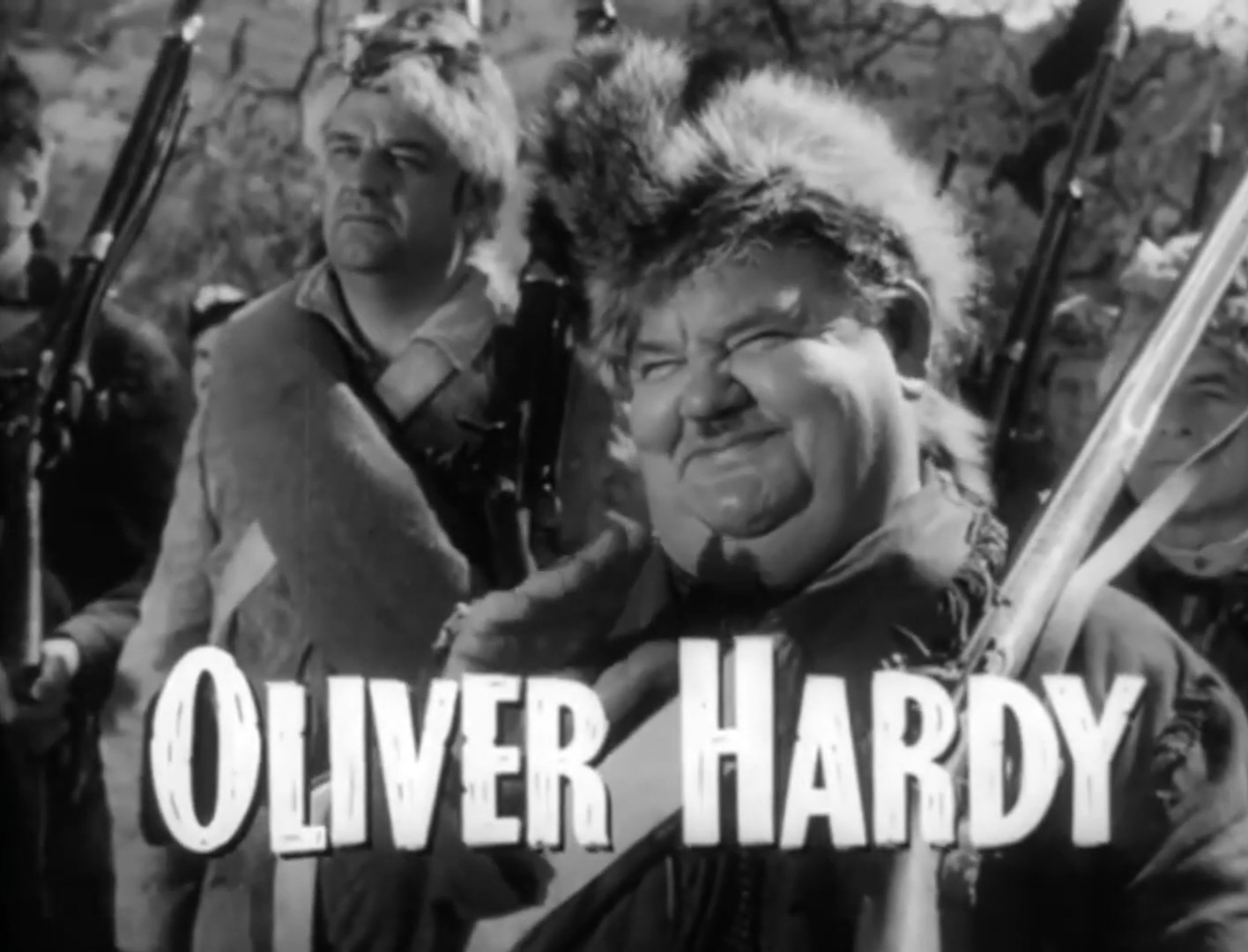
Oliver Hardy

## Elenco
- Harold Lloyd - Lonesome Luke
- Snub Pollard
- Bebe Daniels
- Dee Lampton